# Kattklo-unkaria
Kattklo-unkaria (Uncaria tomentosa) är en växtart i släktet unkarior och familjen måreväxter. Den beskrevs av Karl Ludwig Willdenow och fick sitt nuvarande namn av Augustin Pyrame de Candolle. 
Arten är en lian som förekommer i tropiska Amerika, och har traditionellt använts som medicinalväxt.

## Beskrivning
Kattklo-unkarian är en lian som kan bli över 30 meter lång och flera centimeter i diameter. I Peru är den känd som uña de gato (kattklo), vilket syftar på de små böjda tornarna som sitter vid bladfästena. Arten är nära släkt med Uncaria guianensis.

## Utbredning
Arten förekommer i de tropiska delarna av Amerika från Belize och Guatemala i norr till Amazonas i söder.

## Användning
Kattklo-unkarian har i Sydamerika traditionellt använts för flera åkommor, bland annat för att läka sår och behandla artrit och magsår. Man använder innerbarken eller roten. Det finns emellertid inga kliniska tester som visar på några effekter mot sjukdom.